# Anton Kraabel
Anton T. Kraabel (* 16. Oktober 1862 in Gudbrandsdalen, Norwegen; † 17. Juni 1934 in Circle, Montana) war ein US-amerikanischer Politiker. Zwischen 1913 und 1915 und nochmals von 1917 bis 1919 war er Vizegouverneur des Bundesstaates North Dakota.

## Werdegang
Im Alter von vier Jahren kam Anton Kraabel mit seiner Familie aus seiner norwegischen Heimat in die Vereinigten Staaten, wo sie sich in Wisconsin niederließen. Später arbeitete er auf Farmen und in Sägemühlen. Über seine Schulausbildung ist nichts überliefert. Er zog nach North Dakota, wo er zunächst ebenfalls einige Jobs in verschiedenen Branchen bekam. Schließlich ließ er sich in Clifford nieder und betrieb dort ein Warengeschäft. Im Jahr 1899 gehörte er zu den Gründern der Clifford Bank. Politisch schloss er sich der Republikanischen Partei an. Zunächst bekleidete er einige Ämter auf kommunaler und Bezirksebene. In den Jahren 1903 und 1904 saß er als Abgeordneter im Repräsentantenhaus von North Dakota; von 1905 bis 1908 gehörte er dem Staatssenat an.
1912 wurde Kraabel an der Seite von Louis Benjamin Hanna zum Vizegouverneur von North Dakota gewählt. Dieses Amt bekleidete er zwischen 1913 und 1915. Dabei war er Stellvertreter des Gouverneurs und Vorsitzender des Staatssenats. Im Jahr 1914 strebte er eine Wiederwahl an, scheiterte aber in den Vorwahlen seiner Partei. Zwei Jahre später wurde er erneut zum Vizegouverneur gewählt. Damit konnte er dieses Amt zwischen 1917 und 1919 unter Gouverneur Lynn Frazier erneut ausüben. 1918 scheiterte er erneut in den Vorwahlen seiner Partei bei dem Versuch einer Wiederwahl. Nach seiner Zeit als Vizegouverneur war Anton Kraabel Mitglied und Vorsitzender verschiedener Gremien. Er war an der Gründung der Traill County Telephone Company beteiligt und war zwölf Jahre lang deren Präsident. Er starb am 17. Juni 1934 in Circle.